# La congiura dei Borgia
La congiura dei Borgia je italské historické filmové drama z roku 1959, které režíroval Antonio Racioppi a v hlavních rolích hrají Frank Latimore, Constance Smith a Gisèle Gallois.

## Obsazení
- Frank Latimore jako Guido di Belmonte
- Constance Smith jako Lucrezia Borgia
- Gisèle Gallois jako Simonetta di Rovena
- Alberto Farnese jako Enzo de Rovena
- José Jaspe jako Falconetto
- Valeria Fabrizi
- Flora Carosello
- Tommaso Gizzi
- Gino Buzzanca
- Andrea Fantasia
- Gildo Bocci
- Nino Musco
- Nino Marchesini
- Carla Strober
- Giorgio Costantini